# 気分はシャッフル
『気分はシャッフル』（きぶんはシャッフル）は、1986年3月31日から1987年9月25日までテレビ朝日で放送されていた情報番組である。放送時間は毎週月曜 - 金曜 8:00 - 8:30 （日本標準時）。

## 概要
『おはようテレビ朝日』から派生した『ヤジウマ新聞』と『パックンたまご』のうち、半年で打ち切られた後者の跡地を使って開始された主婦向けの情報番組である。『ヤジウマ新聞』は男性向けのニュース解説が主であったことから、こちらは主婦向けの情報番組ということで企画された。「ラジオのディスクジョッキーのテレビ版」というコンセプトで、「お出かけ前の気軽なトークと情報を満載したトーク情報番組」と銘打っていた。
ローカルセールス枠の番組であるため、系列局であってもこの番組を放送しない局が存在した。

## 出演者
歴代司会者
- 海野まり子（1986年4月 - 同年6月）
- 寺崎貴司（1986年7月 - 同年9月）
- 佐々木正洋（1986年10月 - 1987年3月）
- 渡辺宜嗣（1987年4月 - 同年9月）
- フリーアナウンサーの海野以外はテレビ朝日のアナウンサー（後に退社した人物を含む）。
- 渡辺は、本番組の担当期間中、『ニュースステーション』と『朝まで生テレビ!』を兼務。

## オープニングテーマ
- sea express (MALTA)